# پولوآ، آمریکن ساموآ
پولوآ (به انگلیسی: Poloa) یک منطقهٔ مسکونی در ایالات متحده آمریکا است که در ساموآی آمریکا واقع شده‌است. پولوآ ۰٫۸۵ کیلومتر مربع مساحت و ۲۰۳ نفر جمعیت دارد.